# تلویزیون سه‌بعدی

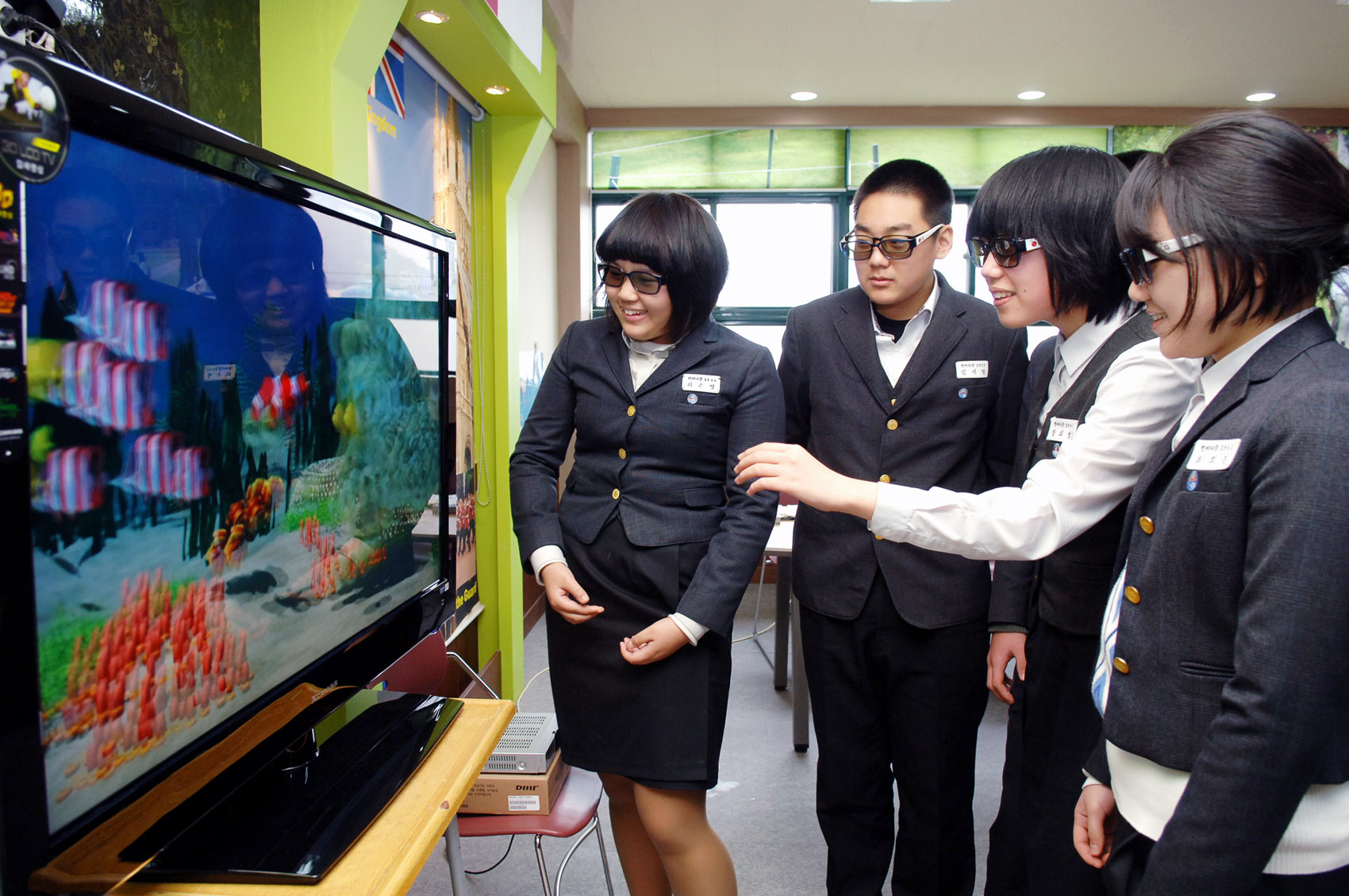
تلویزیون سه‌بعدی ال‌جی

تلویزیون سه‌بعدی (به انگلیسی: 3D television)، تلویزیونی است که تصاویر یا فیلم‌ها را با استفاده از فناوری‌های سه‌بعدی و عینک‌های مخصوص به صورت برجسته نشان می‌دهد.
در تلویزیون‌های معمولی برای تشکیل تصویر از نقاط فوق‌العاده کوچکی به نام پیکسل استفاده می‌شود. این در حالی است که در یک تلویزیون سه‌بعدی، این پیکسل‌ها به دو قسمت تقسیم می‌شوند و یک قسمت از آنها برای ایجاد یک تصویر استفاده می‌شود و قسمت دیگر برای ایجاد یک تصویر مشابه دو تصویر اولی ولی با اندکی تفاوت با آن، در فاصله‌های خیلی نزدیک یا خیلی دور این دو تصویر روی یکدیگر افتاده و تصویر نهایی تقریباً نامشخص می‌شود.

## تلویزیون‌های سه‌بعدی چگونه کار می‌کنند؟
وقتی جسمی در دور دست قرار دارد، شعاع‌های نور بازتابی که از آن به دو چشم ما می‌رسد با یکدیگر موازی هستند. ولی وقتی همان جسم نزدیک می‌شود، این شعاع‌ها دیگر موازی نیستند. این خطوط از اجسامی که در نزدیکی چشم ما هستند به طور همگرا گسیل می‌شوند و چشم ما برای دیدن آن‌ها باید کمی تغییر حالت بدهد. برای اینکه این مطلب را بهتر متوجه شوید، جسمی را از فاصله دور تا نزدیک بینی خود حرکت دهید. حتماً متوجه تغییر فیزیکی قسمتی از چشم خود می‌شوید.

این تغییر توسط مغز کنترل می‌شود و میزان تغییرات نیز توسط مغز ثبت می‌شود. همین داده‌ها به مغز کمک می‌کند تا فاصله اجسام تا چشم را تخمین بزند. برای مثال مغز با توجه به اینکه چشم برای دیدن یک جسم تقعر بسیار کمی پیدا کرده، متوجه می‌شود که این جسم احتمالاً در فاصله‌ای نزدیک قرار دارد.

ایده کلیدی ضبط و پخش تصاویر هم دقیقاً در همین عملکرد مغز و چشم است. در تلویزیون‌های سه‌بعدی سعی می‌شود تصاویری ارائه شود که برای هر چشم در محل متفاوتی قرار داشته باشد تا مغز آن‌ها را به صورت غیر مسطح و عمق‌دار تشخیص دهد.

البته مشکلی هم در اینجا وجود دارد چرا که تمرکز کردن هر چشم بر روی این تصاویر متفاوت به این معنی است که میزان تقعر و نقطه فوکوس هر چشم با یکدیگر نمی‌خواند و همین امر باعث ایجاد سردرد و احساس سرگیجه می‌شود.

برای ایجاد این تفاوت بین تصاویری که هر چشم می‌بیند معمولاً از عینک‌های مخصوص استفاده می‌شود. در کل دو نوع عینک در صنعت تصاویر سه بعدی رایج هستند: عینک‌های منفعل و عینک‌های فعال.